# Bohemia personal
Bohemia personal es el segundo extended play (EP) del cantante mexicano Lalo Brito, lanzado el 7 de febrero de 2020 de manera independiente.

## Contenido
- El EP está compuesto por 4 canciones, 3 audios cortos y un bonus track; Lalo lo define como una experiencia auditiva, en vivo y acústica.[1]
- Para Brito el Ep fue todo un desafío, ya que tuvo la oportunidad de grabar 3 veces cada canción.[1]
- Se titula «Bohemia personal» porque las canciones y audios surgieron a través de los viajes que Brito realizó por diferentes lugares de México.[1]
- Este álbum cuenta con la producción musical de Manú Jalil, una colaboración con Samo y temas escritos en coautoría. Entre los escritores se encuentran Pambo y Julio Ramírez de Reik.[2]

## Lista de canciones
| N.º   | Título                                    | Escritor(es)                                                           | Duración |  |
| 1.    | «Buenos días :)»                          | José Eduardo Brito Morales                                             | 0:29     |  |
| 2.    | «Serenata en la noche (Versión acústica)» | José Eduardo Brito Morales                                             | 3:37     |  |
| 3.    | «Ay dolor :(»                             | José Eduardo Brito Morales                                             |          |  |
| 4.    | «Me Fui (Versión acústica)»               | Alejandra Ruiz Ocampo, José Eduardo Brito Morales, Julio Ramírez Eguía | 3:09     |  |
| 5.    | «Bohemia personal»                        | José Eduardo Brito Morales                                             | 0:16     |  |
| 6.    | «Marinero (Versión acústica)»             | Alfredo León Cañedo Rodríguez, José Eduardo Brito Morales              | 3:09     |  |
| 7.    | «¿Quién?»                                 | Alfredo León Cañedo Rodríguez,José Eduardo Brito Morales               | 3:24     |  |
| 8.    | «El taxi y yo (Bonus track)»              | José Eduardo Brito Morales                                             | 1:33     |  |
| 16:34 |                                           |                                                                        |          |  |

## Historial de lanzamiento
| Región  | Fecha                | Sello         | Formato                      | Ref         |
| ------- | -------------------- | ------------- | ---------------------------- | ----------- |
| Mundial | 7 de febrero de 2020 | Independiente | Descargar digital, Streaming | [ 3 ] [ 4 ] |